# Théhillac
Théhillac [teijak] est une commune française située dans le département du Morbihan, en région Bretagne.

## Géographie

### Localisation
Théhillac est située sur la rive gauche de la Vilaine, à la limite du département de la Loire-Atlantique, à 9 km au sud de Redon.
Les communes limitrophes sont Rieux, Fégréac, Sévérac, Missillac et Saint-Dolay.
Selon le classement établi par l'Insee en 1999, Théhillac est une commune rurale multipolarisée, notamment par l’aire urbaine de Redon, et qui fait partie de l’espace urbain de Nantes-Saint-Nazaire (cf. Liste des communes de la Loire-Atlantique).

### Hydrographie
Pour un article plus général, voir Réseau hydrographique du Morbihan.
La commune est située dans le bassin Loire-Bretagne. Elle est drainée par la Vilaine, l'Isac, le Moulin de Rocher et divers autres petits cours d'eau,.
La Vilaine, d'une longueur de 218 km, prend sa source dans la commune de Juvigné et se jette  dans l'Océan Atlantique à Camoël, après avoir traversé 56 communes. 
L'Isac est un canal, chenal et un cours d'eau naturel navigable d'une longueur de 69 km, prend sa source dans la commune de Abbaretz et se jette  dans la Vilaine à Fégréac, après avoir traversé onze communes. 

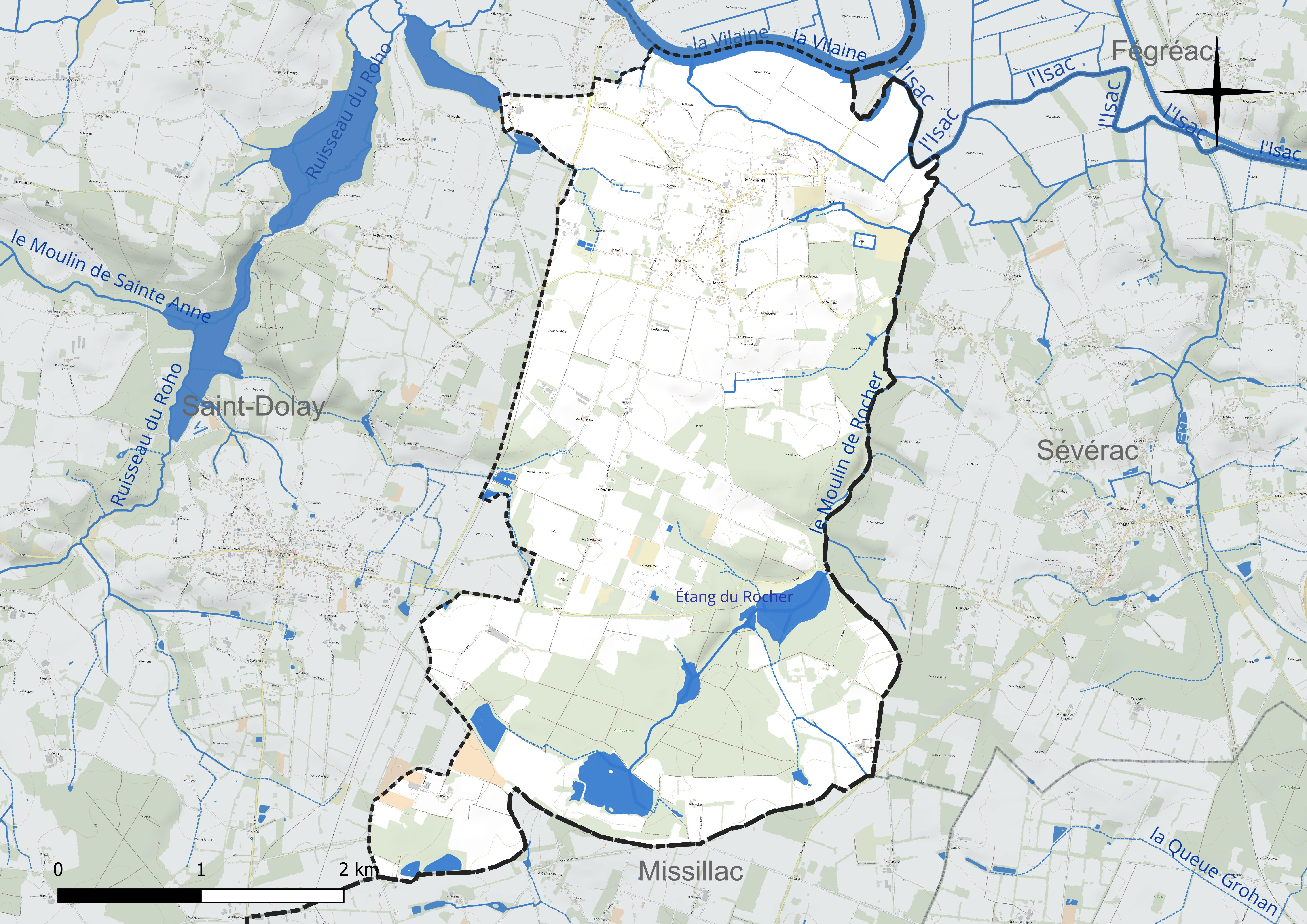
Réseau hydrographique de Théhillac.

Un plan d'eau complète le réseau hydrographique : l'étang du Rocher (15,63 ha),.

### Climat
Pour des articles plus généraux, voir Climat de la Bretagne et Climat du Morbihan.
En 2010, le climat de la commune est de type climat méditerranéen altéré, selon une étude du CNRS s'appuyant sur une série de données couvrant la période 1971-2000. En 2020, Météo-France publie une typologie des climats de la France métropolitaine dans laquelle la commune est exposée à un climat océanique et est dans la région climatique  Bretagne orientale et méridionale, Pays nantais, Vendée, caractérisée par une faible pluviométrie en été et une bonne insolation. Parallèlement l'observatoire de l'environnement en Bretagne publie en 2020 un zonage climatique de la région Bretagne, s'appuyant sur des données de Météo-France de 2009. La commune est, selon ce zonage, dans la zone « Sud Est », avec des étés relativement chauds et ensoleillés.  
Pour la période 1971-2000, la température annuelle moyenne est de 12 °C, avec une amplitude thermique annuelle de 13,1 °C. Le cumul annuel moyen de précipitations est de 801 mm, avec 12,1 jours de précipitations en janvier et 5,8 jours en juillet. Pour la période 1991-2020, la température moyenne annuelle observée sur la station météorologique la plus proche, située sur la commune de Saint-Jacut-les-Pins à 15 km à vol d'oiseau, est de 12,4 °C et le cumul annuel moyen de précipitations est de 947,8 mm,. Pour l'avenir, les paramètres climatiques de la commune estimés pour 2050 selon différents scénarios d’émission de gaz à effet de serre sont consultables sur un site dédié publié par Météo-France en novembre 2022.

## Urbanisme

### Typologie
Au 1er janvier 2024, Théhillac est catégorisée commune rurale à habitat dispersé, selon la nouvelle grille communale de densité à sept niveaux définie par l'Insee en 2022.
Elle est située hors unité urbaine et hors attraction des villes,.

### Occupation des sols
L'occupation des sols de la commune, telle qu'elle ressort de la base de données européenne d’occupation biophysique des sols Corine Land Cover (CLC), est marquée par l'importance des territoires agricoles (66 % en 2018), en diminution par rapport à 1990 (69,8 %). La répartition détaillée en 2018 est la suivante : 
terres arables (41,7 %), forêts (28,6 %), zones agricoles hétérogènes (12,4 %), prairies (11,9 %), zones urbanisées (4,5 %), eaux continentales (0,9 %). L'évolution de l’occupation des sols de la commune et de ses infrastructures peut être observée sur les différentes représentations cartographiques du territoire : la carte de Cassini (XVIIIe siècle), la carte d'état-major (1820-1866) et les cartes ou photos aériennes de l'IGN pour la période actuelle (1950 à aujourd'hui).

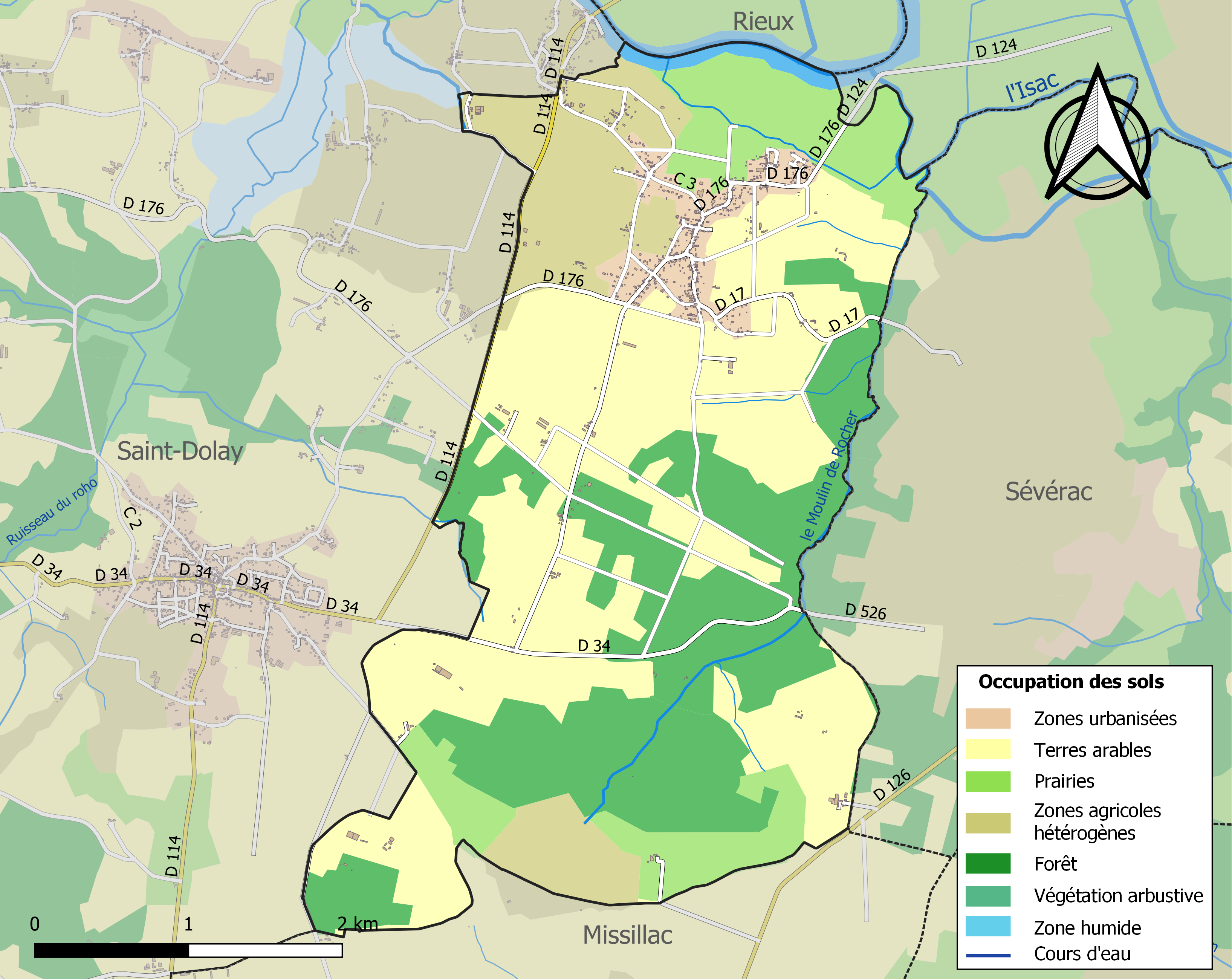
Carte des infrastructures et de l'occupation des sols de la commune en 2018 (CLC).

## Toponymie
Attestée sous la forme Tehillac en 1422 et Theillac en 1779. 
Nom gaulois *Tingillako, qui signifie « le domaine de Tingillos ».
Teilla en gallo.
La forme bretonne proposée par l'Office public de la langue bretonne est Tehelieg.

## Politique et administration

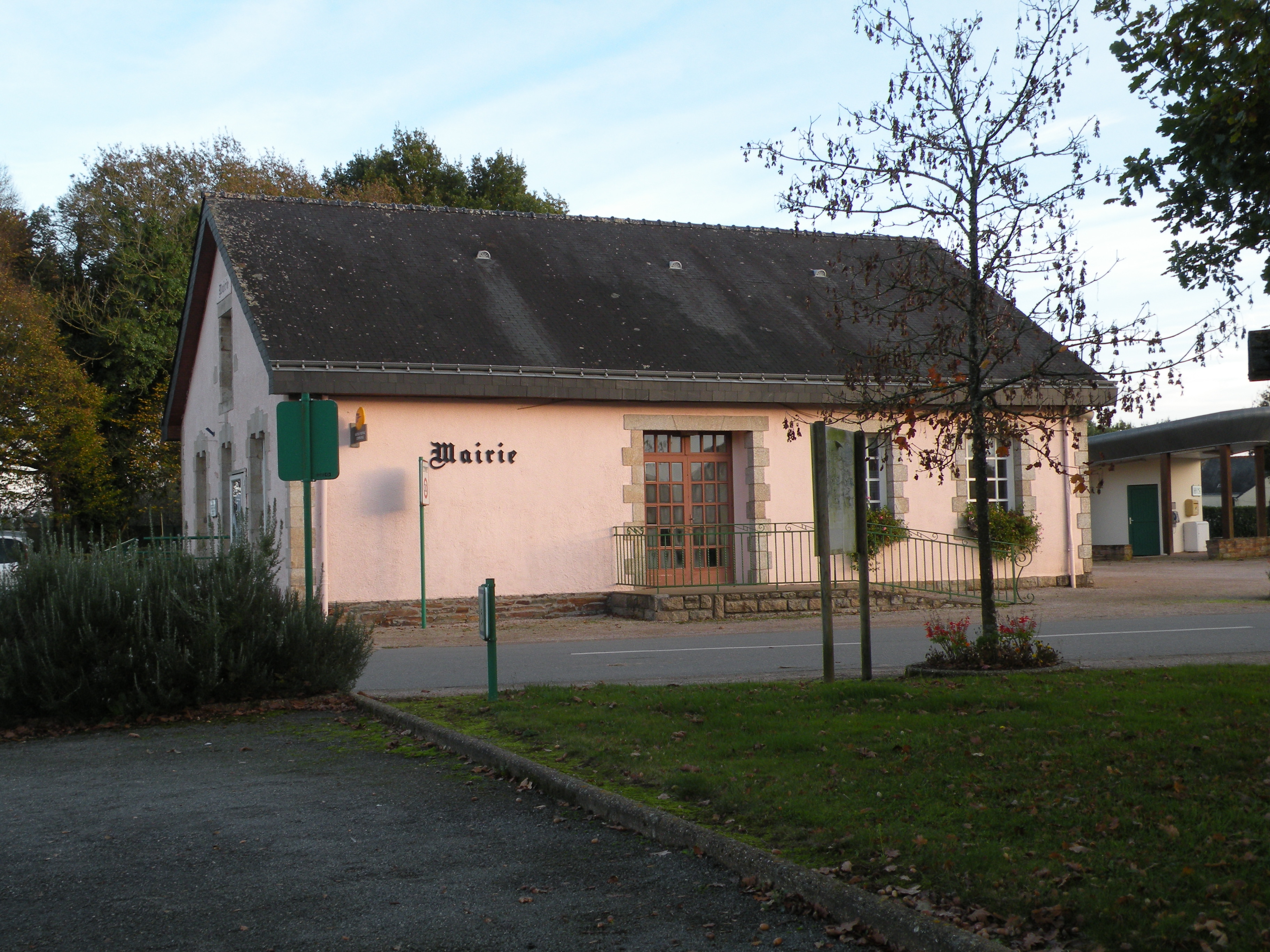
La mairie.

| Période                                  | Période      | Identité                     | Étiquette | Qualité                                                                               |
| ---------------------------------------- | ------------ | ---------------------------- | --------- | ------------------------------------------------------------------------------------- |
| 1793                                     | 1796         | Yves Nicollet                | -         |                                                                                       |
| 1796                                     | 1802         | Jean Duval                   | -         |                                                                                       |
| 1802                                     | 1820         | Jean Raguet                  | -         |                                                                                       |
| 1820                                     | 1853         | Jean Baptiste Chesnin        | -         |                                                                                       |
| 1853                                     | 1887         | Jean Baptiste Chesnin (fils) | -         |                                                                                       |
| 1887                                     | 1906         | Jean Marie Crespel           | -         |                                                                                       |
| 1906                                     | 1908         | Ambroise Chesnin             | -         |                                                                                       |
| 1908                                     | 1919         | Jean Marie Crespel           | -         |                                                                                       |
| 1919                                     | 1925         | Jean Renaud                  | -         |                                                                                       |
| 1925                                     | 1941         | Pierre Rutin                 | -         |                                                                                       |
| 1941                                     | 1961         | Pierre Gauthier              | -         |                                                                                       |
| 1961                                     | 1974         | Jean Baucherel               | RI        | Agriculteur                                                                           |
| 1974                                     | février 2001 | Michel Paboeuf               | PS        | Conseiller régional de Bretagne (1986 → 1992) Ancien président de l'UDESR du Morbihan |
| mars 2001                                | mars 2014    | Michel Denoual               | -         | Éducateur technique                                                                   |
| mars 2014                                | En cours     | Christian Lemée              | -         | Agriculteur Réélu en 2020                                                             |
| Les données manquantes sont à compléter. |              |                              |           |                                                                                       |

## Démographie
L'évolution du nombre d'habitants est connue à travers les recensements de la population effectués dans la commune depuis 1793. Pour les communes de moins de 10 000 habitants, une enquête de recensement portant sur toute la population est réalisée tous les cinq ans, les populations de référence des années intermédiaires étant quant à elles estimées par interpolation ou extrapolation. Pour la commune, le premier recensement exhaustif entrant dans le cadre du nouveau dispositif a été réalisé en 2007.

En 2022, la commune comptait 610 habitants, en évolution de +4,63 % par rapport à 2016 (Morbihan : +3,82 %, France hors Mayotte : +2,11 %).
| 1793 | 1800 | 1806 | 1821 | 1831 | 1836 | 1841 | 1846 | 1851 |
| ---- | ---- | ---- | ---- | ---- | ---- | ---- | ---- | ---- |
| 380  | 407  | 425  | 408  | 380  | 393  | 404  | 437  | 421  |

| 1856 | 1861 | 1866 | 1872 | 1876 | 1881 | 1886 | 1891 | 1896 |
| ---- | ---- | ---- | ---- | ---- | ---- | ---- | ---- | ---- |
| 406  | 415  | 464  | 518  | 532  | 552  | 577  | 617  | 651  |

| 1901 | 1906 | 1911 | 1921 | 1926 | 1931 | 1936 | 1946 | 1954 |
| ---- | ---- | ---- | ---- | ---- | ---- | ---- | ---- | ---- |
| 646  | 676  | 638  | 617  | 564  | 578  | 542  | 455  | 514  |

| 1962 | 1968 | 1975 | 1982 | 1990 | 1999 | 2006 | 2007 | 2012 |
| ---- | ---- | ---- | ---- | ---- | ---- | ---- | ---- | ---- |
| 502  | 476  | 484  | 533  | 510  | 512  | 523  | 524  | 562  |

| 2017 | 2022 | - | - | - | - | - | - | - |
| ---- | ---- | - | - | - | - | - | - | - |
| 596  | 610  | - | - | - | - | - | - | - |

## Culture et patrimoine

### Lieux et monuments
- La croix du cimetière, inscrite MH en 1926[27].
- Le manoir de la Cour, inscrit MH en 1979[28].
- Église Saint-Pierre-du-Moutier.

### Blasonnement
|  | Les armoiries de Théhillac se blasonnent ainsi : D'hermine au chef Ondé d'Azur à une barque d'or, à l'écusson de gueules à trois croissants d'argent en abîme. L'écusson reprend les armes de la Famille de Téhillac. |